# Raptor (personaggio)
Raptor è un personaggio immaginario dei fumetti pubblicati negli Stati Uniti d'America dalla Marvel Comics e antagonista dell'Uomo Ragno e Ben Reilly.

## Biografia
Damon Ryder è un uomo che decide di riscrivere il proprio codice genetico aggiungendovi il DNA del velociraptor. Ciò gli concede abilità sovrumane,ma non gli consente di controllare più i suoi istinti, portandolo a uccidere la moglie e i figli. Riesce a dimenticare l'accaduto dando poi la colpa della morte a Ben Reilly, il clone dell'Uomo Ragno. Ryder si allea con Kaine, pur di eliminare Peter Parker, avendolo confuso con Reilly, promettendo al clone deforme una cura per la sua degenerazione in cambio del suo aiuto. I due attaccano la  casa di Zia May con l'intento di colpire il nipote, Peter, ma Kaine, accortosi che Raptor non possedeva realmente una cura, gli spezza il collo uccidendolo.